# Bohdan Lacina
Bohdan Lacina (15. února 1912, Sněžné – 6. července 1971, Brno) byl český malíř, grafik, ilustrátor, a profesor dějin umění a výtvarné výchovy.

## Životopis
Bohdan Lacina se narodil ve vesnici Německé u Jimramova (dnes Sněžné) 15. února 1912 v rodině pekařského mistra Františka Laciny a Anny, rozené Slámové. Rodina byla českobratrského evangelického vyznání. Svou cestu za uměním zahájil na přímluvy svého staršího bratra na novoměstské reálce (1925–1931), odkud přešel na brněnskou techniku (1931) a pak na učitelský směr Vysoké školy architektury a pozemního stavitelství v Praze (1932–1937). Jeho pedagogy na tehdy prestižní výtvarné škole byli mimo jiné krajan Oldřich Blažíček a Cyril Bouda.
Do umění vstoupil jako člen Levé fronty a vyrovnával se s vlivy svých vzorů jako Josefa Šímy, Salvátora Dalího a dalších surrealistů. Zásadní význam pro jeho rozvoj a další tvorbu mělo i seznámení se s Karlem Teigem a styk s uměleckou avantgardou. Ve 30. letech patřil do surrealistické Skupiny Ra. Poprvé vystavoval v D 37 a hned po skončení války v roce 1945 se zúčastnil v Praze výstavy Československá avantgarda. Prezentoval se i v zahraničí jako účastník expedice Art tchécoslovaque 1938-1946 v Paříži a v Bruselu.
V roce 1941 se Lacina seznámil s Františkem Halasem a s Oldřichem Menhartem, typografem nazývaným „kníže české knižní kultury“, což odráží jeho trvalý vztah ke knižní grafice. Celkem ilustroval více než 60 knižních titulů. V roce 1947 byl spoluzakladatelem Skupiny Ra.
Zpočátku působil jako profesor na gymnáziích v Jevíčku (1938–1941) a v Boskovicích (1941–1946). V Boskovicích se 15. května 1943 oženil se Zdenkou Hnátkovou (narozena 17. září 1911 v Olší), rovněž profesorkou. Narodily se jim děti Jana (narozena 1944) a Aleš.
Od roku 1946 až do 1956 působil ve Výzkumném ústavu pedagogickém J. A. Komenského v Brně a mezitím na Vyšší škole uměleckého průmyslu v Brně (1950–1952). V roce 1959 se stal vedoucím Katedry výtvarné výchovy Pedagogické fakulty UJEP. V roce 1962 přešel na katedru dějin umění Filozofické fakulty univerzity v Brně, kde byl vedoucím a působil zde až do své smrti roku 1971. V roce 1964 se stal v roce docentem a v roce 1967 byl jmenován profesorem. V roce 1968 byl jmenován zasloužilým umělcem. Jako vysokoškolský pedagog se razantně stavěl proti požadavkům normalizátorů a zastával se studentů.
Zemřel v nemocnici U svaté Anny v Brně a pohřben je na evangelickém hřbitově ve Sněžném.

## Dílo

### Obrazy
- Obraz-objekt, 1936
- Žena-mince, 1937
- Imaginární portrét básníka Georga Trakla, 1938

### Knižní ilustrace
- Gilgameš, 1966
- F. Halas, Naše paní Božena Němcová, 1949
- I. A. Krylov, Bajky, 1947